# Krokodyl zabójca
Krokodyl zabójca (tytuł oryg. Crocodile) – amerykański horror filmowy z 2000 roku, wpisujący się w nurt podgatunków slasher i gore, wydany bezpośrednio do dystrybucji video/DVD. Reżyserem filmu jest Tobe Hooper.
W Polsce film został projektem telewizyjnym – został wyemitowany przez stację TV4.

## Fabuła
Grupa ośmiorga nastolatków rozpoczęcia ferii wiosennych decyduje się uczcić nad jeziorem w południowej Kalifornii. Przybywają na miejsce, gdzie wkrótce nadużywają alkoholu i zachowują się skandalicznie. Chłopcy niszczą tajemnicze, ogromne jaja, znalezione nieopodal jeziora, nie wiedząc, że w ten sposób zirytują mieszkającego w akwenie krokodyla-ludożercę. Nikt nawet nie zwraca uwagi na fakt zaginięcia jednego z biwakowiczów, Hubsa, który posuwa się również do umieszczenia jednego z jaj bestii w plecaku koleżanki, niepozornej Claire.
Wkrótce okazuje się, że niebezpieczne, ogromnych rozmiarów zwierzę zostało przemycone z Afryki i wpuszczone do miejscowych wód przez zafascynowanego Egiptem i światem faraonów Amerykanina. Krokodyl demoluje łódź młodych i pożera żywcem kolejną ofiarę, nieszczęsnego Fostera. Pozostali – Duncan, Brady, Sunny, Annabelle, Kit i Claire – zmuszeni są do ucieczki przed monstrualnym gadem.

## Obsada
- Mark McLachlan jako Brady Turner
- Caitlin Martin jako Claire
- Chris Solari jako Duncan McKay
- D.W. Reiser jako Kit (w czołówce jako Doug Reiser)
- Julie Mintz jako Annabelle
- Sommer Knight jako Sunny
- Greg Wayne jako Hubs
- Rhett Wilkins jako Foster
- Harrison Young jako szeryf Bowman Clark
- Terrence Evans jako Shurkin
- Adam Gierasch jako Lester